# صدقة بن خالد
صدقة بن خالد، أبو العباس القرشي الأموي، مولى أم البنين بنت أبي سفيان أخت معاوية بن أبي سفيان، ولد صدقة سنة ثمان عشرة ومئة، من أئمة الحديث الثقات، وكان كاتبا، مات سنة ثمانين ومائة.

## روايته للحديث النبوي
- روى عن: زيد بن واقد وابن جابر وعثمان بن أبي العاتكة ومروان بن جناح .
- روى عنه: الوليد بن مسلم وأبو مسهر وهشام بن عمار.[1]

## أقوال العلماء فيه
الجرح والتعديل
- أبو بكر بن أبي شيبة: ثقة.
- أبو حاتم الرازي: ثقة.
- أبو دواد السجستاني: من الثقات، هو أثبت من الوليد بن مسلم.
- أبو زرعة الرازي: ثقة.
- أبو مسهر الغساني: صدقة صحيح الأخذ، صحيح الإعطاء، ومرة: كان يقدمه.
- أحمد بن حنبل: ثقة ثقة ليس به بأس، صالح الحديث.
- أحمد بن شعيب النسائي: ثقة.
- أحمد بن صالح الجيلي: ثقة.
- ابن حجر العسقلاني: ثقة.
- دحيم الدمشقي: ثقة.
- محمد بن سعد كاتب الواقدي: ثقة.
- محمد بن عبد الله بن نمير: ثقة.
- محمد بن عمار الموصلي: ثقة.
- يحيى بن معين: ثقة.